# Consonne occlusive labiale-vélaire sourde
La consonne occlusive labiale-vélaire sourde est un son consonantique fréquent dans de nombreuses langues parlées en Afrique de l'ouest et centrale. Le symbole dans l'alphabet phonétique international est [k͡p].
Plusieurs langues d'Océanie, comme le dorig ou le vurës au Vanuatu, accompagnent ce phonème d'un relâchement spirant labiovélaire, [k͡pʷ].